# Mansfield (Ohio)
Mansfield és una població dels Estats Units a l'estat d'Ohio. Segons el cens del 2008 tenia 49.579 habitants.

## Demografia
Segons el cens del 2000, Mansfield tenia 49.346 habitants, 20.182 habitatges, i 12.028 famílies. La densitat de població era de 637 habitants per km².
Dels 20.182 habitatges en un 27,3% hi vivien nens de menys de 18 anys, en un 40,5% hi vivien parelles casades, en un 15,2% dones solteres, i en un 40,4% no eren unitats familiars. En el 34,8% dels habitatges hi vivien persones soles el 13,8% de les quals corresponia a persones de 65 anys o més que vivien soles. El nombre mitjà de persones vivint en cada habitatge era de 2,28 i el nombre mitjà de persones que vivien en cada família era de 2,93.
Per edats la població es repartia de la següent manera: un 23,9% tenia menys de 18 anys, un 9,3% entre 18 i 24, un 29,7% entre 25 i 44, un 21,7% de 45 a 60 i un 15,5% 65 anys o més.
L'edat mediana era de 36 anys. Per cada 100 dones de 18 o més anys hi havia 96,1 homes.
La renda mediana per habitatge era de 30.176 $ i la renda mediana per família de 37.541 $. Els homes tenien una renda mediana de 30.861 $ mentre que les dones 21.951 $. La renda per capita de la població era de 17.726 $. Aproximadament el 13,2% de les famílies i el 16,3% de la població estaven per davall del llindar de pobresa.

## Fills il·lustres
- Ernest Douglas (1864-[...?])compositor.

## Poblacions més properes
El següent diagrama mostra les poblacions més properes.